# Vindöga
För andra betydelser, se Vindöga (olika betydelser).

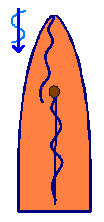
I vindögat.

Vindögat är den punkt på horisonten rätt i lovart, varifrån vinden tycks blåsa. Det kan också avse ett skepps riktning rakt mot vinden ("ligga i vindögat", på engelska in irons).
Då en farkost med segel närmar sig vindögat börjar seglen fladdra, för att sedan fyllas för back. Stag- och snedsegel med lösa skot och snedsegel med skotpunkt rakt akter om seglets främre kant (det vanliga) fladdrar också i vindögat.
Ju plattare och hårdare skotade seglen är, desto närmare vindögat kan man gå med fyllda segel. En lägre kurs och större buk (mindre platt segel) ger dock högre fart.